# One Piece Film: Red
One Piece Film: Red — японський анімаційний музичний фентезійний пригодницький фільм 2022 року, режисером якого став Горо Танігучі, а продюсером — Toei Animation. Це п'ятнадцятий повнометражний фільм із серії фільмів One Piece, заснований на однойменній манзі, написаній та проілюстрованій Еічіро Одою.
Фільм був вперше анонсований 21 листопада 2021 року з нагоди виходу 1000-го епізоду аніме One Piece. Після трансляції епізоду того ж дня було представлено тизер-трейлер і постер. Світова прем’єра відбулася в Ніппон Будокан, Токіо, 22 липня 2022 року — на честь 25-річчя манґи One Piece. У кінотеатрах Японії фільм вийшов 6 серпня 2022 року.
One Piece Film: Red отримав схвальні відгуки за стиль анімації, бойові сцени та музичні номери. У Японії він зібрав понад ¥20,33 мільярда, ставши найкасовішим фільмом у франшизі One Piece, найкасовішим фільмом студії Toei Animation, найкасовішим фільмом 2022 року в Японії, четвертим найкасовішим японським фільмом усіх часів у Японії та шостим найкасовішим фільмом усіх часів у Японії. Фільм утримував перше місце в японському прокаті одинадцять тижнів поспіль — такого досягли лише три японські фільми в історії. Станом на 29 січня 2023 року світові касові збори фільму перевищили 246,5 мільйона доларів США, що зробило його сьомим найкасовішим японським фільмом усіх часів.

## Сюжет
Пірати Солом’яного капелюха вирушають на острів Елегія, щоб відвідати концерт Ути — всесвітньо відомої співачки. Після виконання своєї першої пісні («New Genesis») Луффі виходить на сцену, щоб зустрітися з нею, і з’ясовується, що вони знайомі, оскільки Ута — прийомна донька «Червоноволосого» Шанкса. Деякі піратські екіпажі намагаються викрасти Уту, але вона легко знешкоджує їх, створюючи все, що забажає, за допомогою пісні («I’m Invincible»). Після бою Луффі розповідає, що раніше Ута була з Шанксом, коли той базувався в рідному місті Луффі 12 років тому. Тоді Ута з гордістю заявляла про своє прагнення звільнити світ за допомогою музики («Where the Wind Blows»). Проте одного дня Шанкс повернувся з подорожі вже без неї, пояснивши, що вона пішла, щоб розпочати кар'єру співачки.
Ута каже Луффі, що йому слід припинити бути піратом, адже вона планує зробити цей концерт вічним і створити світ, у якому пануватимуть лише щастя та мир. Коли пірати Солом’яного капелюха не погоджуються з її задумом, Ута нападає на них і захоплює всіх («Backlight»), крім Луффі, якого рятують Трафальгар Ло і Бартоломео. Тим часом П’ятеро Старійшин, які керують Світовим Урядом, визнають силу Ути серйозною загрозою для світу, і Адмірал морського флоту Акаїну наказує направити ескадру бойових кораблів на чолі з адміралами Кізару та Фуджіторою до Елегії, щоб знешкодити її.
Групу Луффі переслідують Ута та учасники концерту, і вони зустрічають Гордона — прийомного батька Ути та колишнього короля Елегії. Гордон розповідає, що виховував Уту як велику музикантку й оберігав її від зовнішнього світу, але коли вона здобула світову славу, то почала дізнаватися про страждання, яких зазнали багато її шанувальників через піратів, і тому вирішила покласти край ері піратів. Ута з’являється й змушує групу Луффі тікати, а Гордон благає її відмовитися від свого задуму, бо боїться за її безпеку. Проте Ута розкриває, що знайшла стародавній текст пісні під назвою «Tot Musica», яка здатна розбудити велику силу, і знерухомлює Гордона.
Група Луффі зустрічає Кобі, Хелмеппо та Блюно, які працюють під прикриттям на Світовий уряд. Кобі розповідає, що Ута володіє силою фрукту Пісні-Пісні, що дозволяє їй переносити людей у світ снів — Пісенний Світ — за допомогою співу. Усі, хто слухав концерт, у тому числі і вони, опинилися в цьому світі, реальність якого повністю контролює Ута. Пісенний Світ зникає лише тоді, коли Ута засинає; однак вона з'їла спеціальні гриби, які не дозволяють їй заснути, але викликають нераціональні дії та зрештою вб’ють її. Якщо Ута помре, всі, хто перебуває в Пісенному Світі, залишаться там назавжди. У реальному світі флот Морської піхоти прибуває до Елегії і бачить, що всі учасники концерту сплять. Моряки блокують свій слух, щоб нейтралізувати спів Ути, але вона захоплює тіла слухачів і за допомогою них атакує морських піхотинців та знімає їм блокатори («Fleeting Lullaby»). П’ятеро Старійшин знають, що Уті залишилося жити лише кілька годин і що в разі її смерті 70% населення світу буде назавжди ув’язнене в Пісенному Світі.
Група Кобі допомагає ув’язненим піратам звільнитися, і команда Солом’яних капелюхів прямує до замку, щоб знайти слабке місце в силі Ути. У бібліотеці Ніко Робін дізнається, що можна поєднати обидва світи, викликавши Tot Musica — демонічну сутність, що існує одночасно в реальному та Пісенному світах. Якщо Tot Musica буде переможено одночасно в обох світах, усі повернуться до реальності. Ута продовжує концерт у Пісенному Світі, але її глядачі починають чинити опір ідеї жити там вічно. Стаючи дедалі нестабільнішою, Ута перетворює їх на неживі предмети. Луффі йде протистояти Уті, і вона заявляє, що Шанкс покинув її на Елегії після того, як знищив і пограбував острів. Ута вирішує вбити Луффі в реальному світі, але їй заважають Шанкс та його команда.
Шанкс намагається допомогти Уті, але Акаїну наказує Морській піхоті відкрити вогонь по ній, не зважаючи на присутність глядачів, що змушує піратів Шанкса перейти в оборону. Вражена жахом від винищення своїх підданих і дедалі більше втрачаючи розум через грибки неспання, Ута викликає Tot Musica («Tot Musica»). Вона атакує Луффі у Пісенному Світі, але удар на себе приймає Гордон. Він розкриває, що насправді Tot Musica знищив Елегію 12 років тому після того, як Ута випадково його викликала. Отримавши провину за руйнування, Шанкс залишив Уту на Елегії, щоб вона могла продовжити кар’єру співачки без статусу розшукуваної піратки. Попри це відкриття, Ута зізнається, що вже знала правду, коли знайшла запис події через рік після початку музичної кар’єри, але продовжувала співати заради своїх фанатів. Tot Musica захоплює Уту й намагається поглинути обидві версії Елегії, переважаючи всіх на острові.
Проте Усоппу вдається встановити ментальний зв’язок зі своїм батьком Ясоппом за допомогою Волі Спостереження, що дозволяє їм координувати одночасні атаки між силами обох світів. Після довгого і виснажливого бою Луффі та Шанкс завдають вирішальних ударів, щоби перемогти Tot Musica. Проте, оскільки той уже поглинув усіх на Елегії, мешканці Пісенного Світу не повертаються. Ута відмовляється від ліків, які пропонує Шанкс, щоб вилікуватися від дії грибків неспання, й натомість виконує пісню, що повертає всіх до реальності («The World's Continuation»). Коли вона це робить, Морська піхота намагається захопити її, але Шанкс відлякує їх за допомогою своєї Королівської Волі. Після відступу Морських сил Шанкс та Ута примиряються як батько й донька.
Луффі прокидається на Саузенд Санні після того, як його команда вже покинула Елегію. Він бачить, як корабель Шанкса відпливає, і дивиться на екіпаж, що стоїть над труною, в якій, ймовірно, знаходиться тіло Ути.

## Виробництво
Горо Танігучі раніше вже був режисером OVA 1998 року під назвою One Piece: Take Down! The Pirate Ganzak!, у Production IG, коли він працював у студії. Це була перша анімаційна адаптація манги One Piece, випущена до трансляції аніме-серіалу від Toei Animation та мала обмежений показ у японських кінотеатрах. Ода заявив, що Танігучі був «першою людиною, яка коли-небудь анімувала Луффі». Після першого анонсу фільму в листопаді 2021 року Таніґучі заявив, що хоче показати One Piece, якого ще ніхто не бачив, і планує це зробити у One Piece Film: Red.
Згідно з Шінджі Шімідзу, продюсером аніме One Piece на студії Toei Animation, One Piece Film: Red — це фільм, у розробці якого Еїчіро Ода брав найактивнішу участь серед усіх попередніх стрічок. Ода виступив виконавчим продюсером, дизайнером персонажів і рецензентом сценарію. Також він зазначив, що фільм буде відрізнятися від попередніх частин One Piece: анімація здебільшого виконана в 2D, але окремі сцени створені з використанням 3D CGI для посилення враження.
Сценарій до фільму розробляли Ода, Танігучі та Цутому Куроїва понад два роки. Після завершення Ода похвалив остаточний сценарій, сказавши: «Це фантастично!». Цутому Куроїва, сценарист, запевнив, що One Piece Film: Red буде чудовим фільмом, який зворушить багато сердець.

## Музика
Музику до фільму написав Ясутака Наката, а головною піснею фільму є «New Genesis» у виконанні Адо, продюсером якої також виступив Наката. Адо також виконала ще шість пісень, створених у співпраці з Mrs. Green Apple, Vaundy, Fake Type., Хіроюкі Савано, Ют Орісакою та Мотохіро Хатою. Toei Animation і Адо опублікували відповідні кліпи на YouTube. Альбом Uta's Songs: One Piece Film Red, що містить усі вокальні пісні з фільму, вийшов 10 серпня 2022 року, тоді як альбом із саундтреками, виданий Avex, що містить 47 треків, вийшов 28 жовтня 2022 року.

## Маркетинг
Адо виконала сім пісень за участю Ясутаки Накати, Mrs. Green Apple, Vaundy, Fake Type., Хіроюкі Савано, Юта Орісаки та Мотохіро Хати. Toei Animation і Адо випустили відео з піснями на YouTube для реклами фільму; ці пісні також звучать у фільмі як співочий голос персонажа Ути. Після прем'єри фільму в Японії глядачам у кінотеатрах роздавали різні бонуси, зокрема манґу та датабуки, створені Еічіро Одою, які були надруковані мільйонними накладами і роздавалися протягом багатьох вікендів після виходу стрічки. Регулярний вихід епізодів аніме One Piece було призупинено на три тижні, а натомість після прем'єри фільму в Японії транслювали три спеціальні епізоди, що пов’язані з подіями фільму.

## Сприйняття

### Кінопрокат
Фільм вийшов у прокат у вихідні та став касовим хітом у Японії. У день прем’єри він зібрав 1 232 095 230 єн та 869 407 глядачів. Це найкращий старт серед усіх фільмів серії One Piece, третій фільм в історії Японії, який зібрав понад 1 мільярд єн у перший день, рекорд серед суботніх прем’єр для IMAX, а також другий за величиною показник першого дня за всю історію в Японії. На другий день фільм зібрав ще 1 022 141 800 єн і 710 145 глядачів, що дало загальну суму за вікенд — 2 254 237 030 єн та 1 579 552 квитки. Це зробило фільм рекордсменом серед серпневих прем’єр, найбільшим вікендом 2022 року, найуспішнішим запуском для дистриб'ютора Toei Company та другим найкращим дводенним стартом в історії японського кіно, а також лише другим фільмом в Японії, який двічі поспіль зібрав понад мільярд єн на день. За 8 днів фільм перетнув позначку 5 мільярдів єн при 3,6 мільйона проданих квитків, ставши другим найшвидшим фільмом в історії Японії, що досяг цього результату. Через 10 днів фільм став найкасовішим у франшизі One Piece, заробивши понад 7,06 мільярда єн (52,97 млн доларів) і продавши понад 5 мільйонів квитків на 502 екранах, обійшовши One Piece Film: Z. За 13 днів загальна виручка перевищила 8 мільярдів єн (60,31 млн дол.) із понад 5,7 млн глядачів, і це другий найшвидший результат після Demon Slayer: Mugen Train. Станом на третій вікенд фільм зібрав 9 281 365 450 єн (67,59 млн дол.) та понад 6,65 млн глядачів, обігнавши Detective Conan: The Bride of Halloween і Arrietty від Studio Ghibli. Через 20 днів фільм заробив понад 10 мільярдів єн при понад 7,2 млн глядачів, ставши другим найшвидшим фільмом, який досяг цієї позначки, перевершивши Spirited Away на 5 днів. Це 41-й фільм у Японії, що перетнув позначку в 10 мільярдів єн. На четвертому вікенді фільм був першим у рейтингу з касою 11,454 мільярда єн (83,32 млн дол.) та понад 8,2 млн проданих квитків. За 26 днів — понад 12 млрд єн (87,26 млн дол.) і понад 8,6 млн квитків, перевершивши Top Gun: Maverick і ставши другим найкасовішим фільмом 2022 року в Японії. Станом на шостий вікенд каса перевищила 13,87 млрд єн (100,48 млн дол.) з 9,94 млн глядачів, зробивши фільм найуспішнішим у 2022 році. За 38 днів було продано понад 10 млн квитків і досягнуто 13,94 млрд єн — це 21-й фільм, який досяг такого рівня і четвертий найшвидший в історії Японії. На сьомому вікенді каса перевищила 14,9 млрд єн (103,8 млн дол.) із 10,72 млн глядачів, зробивши його сьомим найкасовішим аніме-фільмом усіх часів у Японії, обігнавши Weathering With You. Через 46 днів загальна виручка досягла 15,006 млрд єн (108,57 млн дол.) з 10,76 млн квитків. Це 13-й фільм, що подолав позначку 15 млрд єн. На восьмому вікенді фільм зібрав понад 15,7 млрд єн (108,7 млн дол.) і 11,26 млн глядачів, ставши шостим серед найкасовіших аніме-фільмів та одинадцятим серед усіх фільмів в історії Японії, обігнавши Ponyo та Avatar. На одинадцятому вікенді One Piece Film: Red очолював японський бокс-офіс 11 тижнів поспіль — це лише п’ятий фільм в історії (включно з голлівудськими), якому це вдалося. Загальна виручка становила 17,1 млрд єн при 12,31 млн глядачів. На 12-му вікенді — 17,356 млрд єн та 12,5 млн квитків, що зробило фільм дев’ятим найкасовішим в історії Японії. На 14-му вікенді — понад 18 млрд єн (122,7 млн дол.) і 13 млн глядачів; фільм залишався на першому місці 13 тижнів. Наприкінці 2022 року повідомлялося, що фільм 20 тижнів поспіль був у Топ-10 японського бокс-офісу, обійшовши Avatar, Weathering With You та Frozen. Також було офіційно оголошено, що це найкасовіший фільм 2022 року в Японії.
За час свого початкового кінопрокату, який тривав 177 днів у японських кінотеатрах, було продано понад 14,27 мільйона квитків, а його загальні збори склали 19,70 мільярда єн (близько 152 мільйонів доларів США).
Більш ніж через рік після прем'єри в Японії фільм повторно показували протягом місяця. 29 жовтня 2023 року фільм став восьмим фільмом в історії, який перевищив позначку в 20 мільярдів єн у Японії, зібравши 300 мільйонів єн з 230 000 проданих квитків протягом двох тижнів повторного релізу. Покази на повтор завершилися 19 листопада 2023 року, і фільм заробив загалом 20,33 мільярда єн з 14,74 мільйона проданих квитків, що робить його 6-м найкасовішим фільмом усіх часів у Японії та 4-м найкасовішим аніме-фільмом усіх часів у Японії.

### Думки критиків
На сайті-агрегаторі рецензій Rotten Tomatoes 97% з 37 рецензій критиків є позитивними, із середньою оцінкою 7,7 з 10. Консенсус сайту звучить так: «Можливо, це не найкраща точка входу для новачків, але One Piece Film: Red пропонує все, чого шукають шанувальники франшизи». Metacritic, який використовує зважене середнє значення, присвоїв фільму оцінку 69 зі 100 на основі восьми рецензій, що свідчить про «загалом схвальні» відгуки. Аудиторія, опитана CinemaScore, поставила фільму середню оцінку «A» за шкалою від A+ до F, тоді як респонденти PostTrak дали йому 88% позитивної оцінки.

### Музичний чарт
Головна музична тема фільму «New Genesis» у виконанні Адо очолила чарт Apple Music «Global Top 100», ставши першою японською піснею та піснею номер один у світі, випередивши пісні Бейонсе та DJ Khaled.
31 серпня Oricon повідомив, що Адо очолює три цифрові чарти цього рейтингового трекера протягом трьох тижнів поспіль — це сталося вперше в історії Oricon. Вона також стала першою артисткою в історії Oricon, яка мала п’ять пісень одночасно у Топ-5 стримінгового чарту протягом двох тижнів поспіль. Ці п’ять пісень з фільму («New Genesis», «I'm Invincible», «Backlight», «Fleeting Lullaby» і «Tot Musica») домінували у п’ятірці найкращих у щотижневому стримінг-чарті два тижні, і це перший випадок, коли кожна з пісень у топ-5 набрала понад 10 мільйонів прослуховувань за тиждень. Крім того, альбом Uta's Songs: One Piece Film Red займав перше місце у щотижневому цифровому рейтингу альбомів три тижні поспіль. Щодо головної теми «New Genesis», то вона очолювала щотижневий цифровий чарт синглів чотири тижні поспіль і стала другим випадком, коли сольна виконавиця досягла такого результату після того, як LiSA з піснею «Homura» очолювала чарт 13 тижнів наприкінці 2020 – на початку 2021 року. «New Genesis» залишалася на першому місці понад 12 тижнів (106 916 252 прослуховування). Це четверта найшвидша пісня в історії Японії, яка подолала позначку в 100 мільйонів прослуховувань.

## Нагороди
| Рік  | Нагорода                          | Категорія                                                  | Отримувач                               | Результат | Прим.         |
| ---- | --------------------------------- | ---------------------------------------------------------- | --------------------------------------- | --------- | ------------- |
| 2022 | 2022 MTV Video Music Awards Japan | Song of the Year                                           | «New Genesis»                           | Перемога  | [ 61 ]        |
| 2022 | 64th Japan Record Awards          | Excellent Work Awards                                      | «New Genesis»                           | Перемога  | [ 62 ]        |
| 2022 | Internet Buzzword Awards          | Number 1 in the list                                       | Ута                                     | Перемога  | [ 63 ]        |
| 2023 | 77th Mainichi Film Awards         | Best Animation Film / Ōfuji Noburō Award                   | One Piece Film: Red                     | Номінація | [ 64 ]        |
| 2023 | 7th Crunchyroll Anime Awards      | Best Film                                                  | One Piece Film: Red                     | Номінація | [ 65 ]        |
| 2023 | 7th Crunchyroll Anime Awards      | Best Anime Song                                            | «New Genesis»                           | Номінація | [ 65 ]        |
| 2023 | 46th Japan Academy Film Prize     | Special Award (The Chairman's Distinguished Service Award) | One Piece Film: Red                     | Перемога  | [ 66 ]        |
| 2023 | 46th Japan Academy Film Prize     | Popularity Award (Best Picture)                            | One Piece Film: Red                     | Перемога  | [ 67 ]        |
| 2023 | 46th Japan Academy Film Prize     | Excellent Animation of the Year                            | One Piece Film: Red                     | Перемога  | [ 68 ]        |
| 2023 | Elan d'or Awards                  | Elan d'or Award Special Prize                              | Комітет виробництва One Piece Film: Red | Перемога  | [ 69 ]        |
| 2023 | Tokyo Anime Award Festival        | Best Animated Film                                         | One Piece Film: Red                     | Перемога  | [ 70 ] [ 71 ] |
| 2023 | Tokyo Anime Award Festival        | Best Director                                              | Горо Танігучі                           | Перемога  | [ 70 ] [ 71 ] |
| 2023 | Tokyo Anime Award Festival        | Best Music                                                 | Адо                                     | Перемога  | [ 70 ] [ 71 ] |
| 2023 | 18th Shin Watanabe Award          | Shin Watanabe Award                                        | Еїчіро Ода                              | Перемога  | [ 72 ]        |
| 2023 | 28th AMD Awards                   | Excellence Award                                           | Ута                                     | Перемога  | [ 73 ]        |
| 2023 | 37th Japan Gold Disc Award        | Special Award                                              | Адо                                     | Перемога  | [ 74 ]        |
| 2023 | 37th Japan Gold Disc Award        | Animation Album of the Year                                | Uta's Songs: One Piece Film Red         | Перемога  | [ 74 ]        |
| 2023 | 37th Japan Gold Disc Award        | Best 3 Songs by Download                                   | «New Genesis»                           | Перемога  | [ 74 ]        |
| 2023 | 37th Japan Gold Disc Award        | Best 5 Songs by Streaming                                  | «New Genesis» і «I'm Invincible»        | Перемога  | [ 74 ]        |
| 2024 | 8th Crunchyroll Anime Awards      | Best Voice Artist Performance (Castilian)                  | Марта Морено у ролі Ути                 | Номінація | [ 75 ]        |
| 2024 | 8th Crunchyroll Anime Awards      | Best Voice Artist Performance (Italian)                    | Федеріка Сімонеллі у ролі Ути           | Номінація | [ 75 ]        |